# 2007 en Algérie
Chronologie de l’Algérie
- 2003
- 2004
- 2005
- 2006
- 2007
- 2008
- 2009
- 2010
- 2011

Cette page recense les événements importants de l'année 2007 en Algérie.

## Titulaires
- Président : Abdelaziz Bouteflika
- Premier ministre : Abdelaziz Belkhadem

## Évènements

### Février
- 11 février : l’Audience nationale espagnole déclare cinq Algériens sur six coupables d'appartenance à une organisation terroriste et de faux en documents à des fins terroristes, condamnant chacun d'eux à 13 ans d'emprisonnement. Tous les six ont été acquittés du chef de complot en vue de commettre un acte terroriste.

### Avril
- 8 avril : des militants islamistes présumés ouvrent le feu sur une patrouille militaire dans le nord-ouest de l'Algérie, faisant neuf morts et six assaillants.

- 11 avril , attentats d'Alger du 11 avril 2007 : deux attentats-suicides simultanés à la voiture piégée, l'un contre le Palais du gouvernement au centre d'Alger et l'autre contre le commissariat de la route de l'aéroport, causent la mort de 24 personnes et font 222 blessés, selon les chiffres de la police, alors que le groupe terroriste Al-Qaïda pour le Maghreb islamique revendique au moins 53 morts[1].

### Mai
- 17 mai : lors des élections législatives, le parti de l'Alliance présidentielle obtient la majorité absolue avec cependant une baisse du FLN qui perd 63 sièges et au taux d'abstention record depuis l'indépendance de 64,5 %.Abdelaziz Belkhadem demeure Premier ministre.

### Juin
- 2 juin : le président algérien Abdelaziz Bouteflika accepte la démission de son cabinet après les récentes élections. Le Premier ministre algérien Abdelaziz Belkhadem conserve son poste dans le nouveau gouvernement.

### Août
- 14 août : l'ancien chef de la guérilla islamiste Mustapha Kartali (en) est blessé par une voiture piégée à Larba, en Algérie .
- 31 août : 8 personnes sont mortes en 48 heures dans des incendies de forêt dans le nord de l'Algérie.

### Septembre
- 5 -11 septembre : l'Algérie finit 2e au Championnat d'Afrique féminin de volley-ball
- 8 septembre 
  - Au moins 16 personnes sont tuées et 30 autres blessées dans un attentat à la voiture piégée contre une caserne navale algérienne dans la ville de Dellys , à 100 km (62 km) à l'est d'Alger .
  - La branche nord-africaine d' Al-Qaïda, l'Organisation Al-Qaïda au Maghreb islamique, revendique la responsabilité de l'attentat à la bombe et d'un attentat à Batna moins de 48 heures plus tôt.
- 9 septembre : Cinq mille Algériens manifestent à Alger après deux récents attentats suicides.

### Novembre
- 17 novembre : l' Armée nationale populaire algérienne tue Abdelhamid Sadaoui , le trésorier présumé d' Al-Qaïda en Afrique du Nord , à Tizi Ouzou.

### Décembre
- 3 - 5 décembre : visite du président Nicolas Sarkozy en Algérie[2].
- 11 décembre : un attentat-suicide contre les sièges de l'OTAN et du Conseil constitutionnel à Alger cause la mort de 41 personnes[3].